# Ciepło topnienia
Ciepło topnienia – ilość energii potrzebnej do stopienia jednostki masy danej substancji. W układzie SI jednostką ciepła topnienia jest J/kg (dżul na kilogram). Zależność ciepła pobranego przez substancję od masy substancji jest wyrażona wzorem:
{\displaystyle Q=m\cdot q,}
gdzie:
{\displaystyle Q} – ilość dostarczonego ciepła,
{\displaystyle m} – masa ciała,
{\displaystyle q} – ciepło topnienia.
Topnienie przeprowadzane jest zazwyczaj pod stałym ciśnieniem, dlatego odpowiada ono entalpii przemiany i jest zwane entalpią topnienia.

## Molowe ciepło topnienia
Ciepło topnienia wyrażone w dżulach na mol (J/mol) nazywa się molowym ciepłem topnienia. Jest to ciepło pobrane przez 1 mol substancji podczas topnienia, gdy substancja pozostaje w temperaturze topnienia. Pobierane ciepło wyraża wzór
{\displaystyle Q=n\cdot q_{m},}
gdzie:
{\displaystyle n} – liczba moli substancji,
{\displaystyle q_{m}} – molowe ciepło topnienia.
Zależność pomiędzy oboma ciepłami topnienia ma postać
{\displaystyle q_{m}=\mu \cdot q,}
gdzie {\displaystyle \mu } jest masą molową danej substancji.

## Ciepło topnienia wybranych substancji
| Materiał             | Ciepło topnienia [kJ/kg] | Molowe ciepło topnienia [kJ/mol] |
| -------------------- | ------------------------ | -------------------------------- |
| Aluminium            | 398                      | 10,79                            |
| Antymon              | 163                      | 19,79                            |
| Ołów                 | 25                       | 4,78                             |
| Chrom                | 314                      | 21,0                             |
| Woda (lód)           | 333,7                    | 6,008                            |
| Żelazo               | 268                      | 13,81                            |
| Złoto                | 63                       | 12,72                            |
| Kadm                 | 54                       | 6,21                             |
| Potas                | 63                       | 2,35                             |
| Kobalt               | 260                      | 16,06                            |
| Dwutlenek węgla      | 180                      | 8,33                             |
| Miedź                | 205                      | 12,93                            |
| Magnez               | 373                      | 8,48                             |
| Mangan               | 264                      | 12,91                            |
| Sód                  | 113                      | 2,601                            |
| Nikiel               | 301                      | 17,04                            |
| Fosfor               | 21                       | 0,66                             |
| Platyna              | 100                      | 22,17                            |
| Rtęć                 | 11,3                     | 2,292                            |
| Tlen                 | 13                       | 0,444                            |
| Siarka (jednoskośna) | 38                       | 1,72                             |
| Srebro               | 105                      | 11,30                            |
| Krzem                | 142                      | 50,21                            |
| Wosk                 | 176                      |                                  |
| Wodór                | 59                       | 0,117                            |
| Bizmut               | 54                       | 11,15                            |
| Wolfram              | 193                      | 52,31                            |
| Cynk                 | 100                      | 7,07                             |
| Cyna                 | 59                       | 7,17                             |